# Elecciones estatales en Hidalgo de 1990
Las elecciones estatales de Hidalgo de 1990 se llevó a cabo en dos jornadas, la primera el domingo 21 de enero de 1990 y en ellas se renovaran los cargos de elección popular en el estado mexicano de Hidalgo:
- Diputados al Congreso. Electos por una mayoría relativa de cada uno de los distritos electorales.

Y la segunda el domingo 11 de noviembre de 1990 en que se eligió:
- 82 ayuntamientos. Formados por un presidente municipal y regidores, electos para un período inmediato de tres años no reelegibles de manera consecutiva.

## Resultados Electorales

### Ayuntamientos

#### Municipio de Pachuca
- Mario Alberto Viornery Mendoza  Hecho

#### Municipio de Ciudad Sahagún
- Guillermo Uribe Muñoz  Hecho

#### Municipio de Ixmiquilpan
- Roberto Pedraza Martínez  Hecho